# 1866 aux échecs
| Années des échecs : 1863 - 1864 - 1865 - 1866 - 1867 - 1868 - 1869    |
| Décennies des échecs : 1830 - 1840 - 1850 - 1860 - 1870 - 1880 - 1890 |

Cet article présente les faits marquants de l'année 1866 aux échecs.

## Événements majeurs
- Wilhelm Steinitz défait Adolf Anderssen, devenant ainsi le champion du monde officieux. C'est le premier match où le temps imparti est mesuré par des pendules mécaniques. Steinitz restera le meilleur joueur du monde jusqu'en 1894, avec pour principaux rivaux Johannes Zukertort, Mikhaïl Tchigorine, Isidor Gunsberg et Joseph Henry Blackburne.

## Championnats nationaux
- Royaume de Prusse, WDSB : Pas de championnat de la WDSB[Note 1].

- Royaume-Uni de Grande-Bretagne et d'Irlande : Cecil de Vere remporte la première édition de la Challenge Cup, organisée par la British Chess Association[1].

## Naissances
- Karel Traxler

## Nécrologie
- 5 mai : Wincenty Budzyński (en)